# Przewóz
Przewóz (deutsch Priebus, oberlausitzisch und schlesisch Priebs, obersorbisch Přibuz) ist ein Ort an der Lausitzer Neiße in der Landgemeinde  Przewóz mit etwa 3200 Einwohnern im Powiat Żarski der Woiwodschaft Lebus in Polen. Im Ort besteht ein Grenzübergang ins sächsische Podrosche.

## Geographie
Die Gemeinde Przewóz ist die südlichste Gemeinde des Landkreises Żary und der Woiwodschaft Lebus. Der Großteil der Gemeinde, darunter Przewóz selbst, liegt im historischen Niederschlesien; einige der Orte südlich von Przewóz hingegen liegen im polnischen Teil der Oberlausitz. Wenige Kilometer südlich von Przewóz (Priebus) liegt das deutsche Dorf Klein Priebus.

## Geschichte
Priebus war ursprünglich eine schlesische Burg an der Grenze zur Oberlausitz, die durch die Brückenlage an der Neiße zu Wohlstand kam, was zur Besiedlung der umliegenden Gebiete führte. Die Landstadt wurde eines der drei Zentren des Fürstentums Sagan.
Zum 1. Oktober 1932 wurde der Kreis Sagan, der ungefähr aus dem Fürstentum Sagan hervorgegangen war, aufgelöst und auf die benachbarten Kreise verteilt. Die Stadt Priebus sowie die umliegenden Landgemeinden wurden dabei in den Landkreis Rothenburg (Ob. Laus.) eingegliedert. Zwei Monate später wurde die Stadt in „Priebus (Schlesien)“ umbenannt.
Nach dem Zweiten Weltkrieg kam die Stadt an Polen und verlor ihr Stadtrecht.

## Bevölkerungsentwicklung
| Jahr | Einwohner |
| ---- | --------- |
| 1547 | ~ 900     |
| 1654 | ~ 150     |
| 1787 | 734       |
| 1825 | 901       |
| 1905 | 1394      |
| 1939 | 1262      |
| 1960 | ~ 1000    |
| 2000 |           |
| 2010 | 850       |

## Gemeinde
Die Landgemeinde (gmina wiejska) Przewóz besteht aus elf Dörfern mit Schulzenämtern (sołectwo).

## Sehenswürdigkeiten

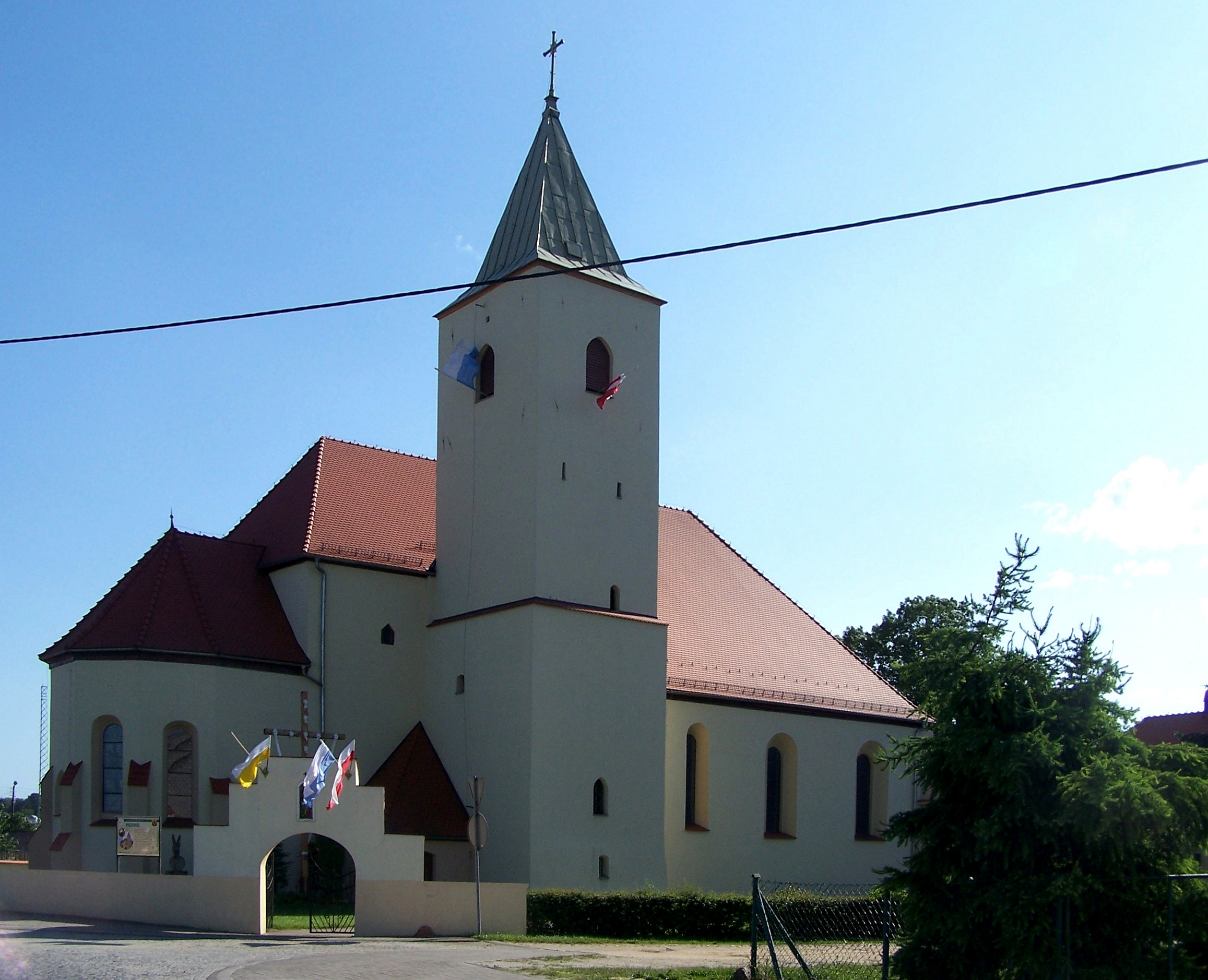
Kirche

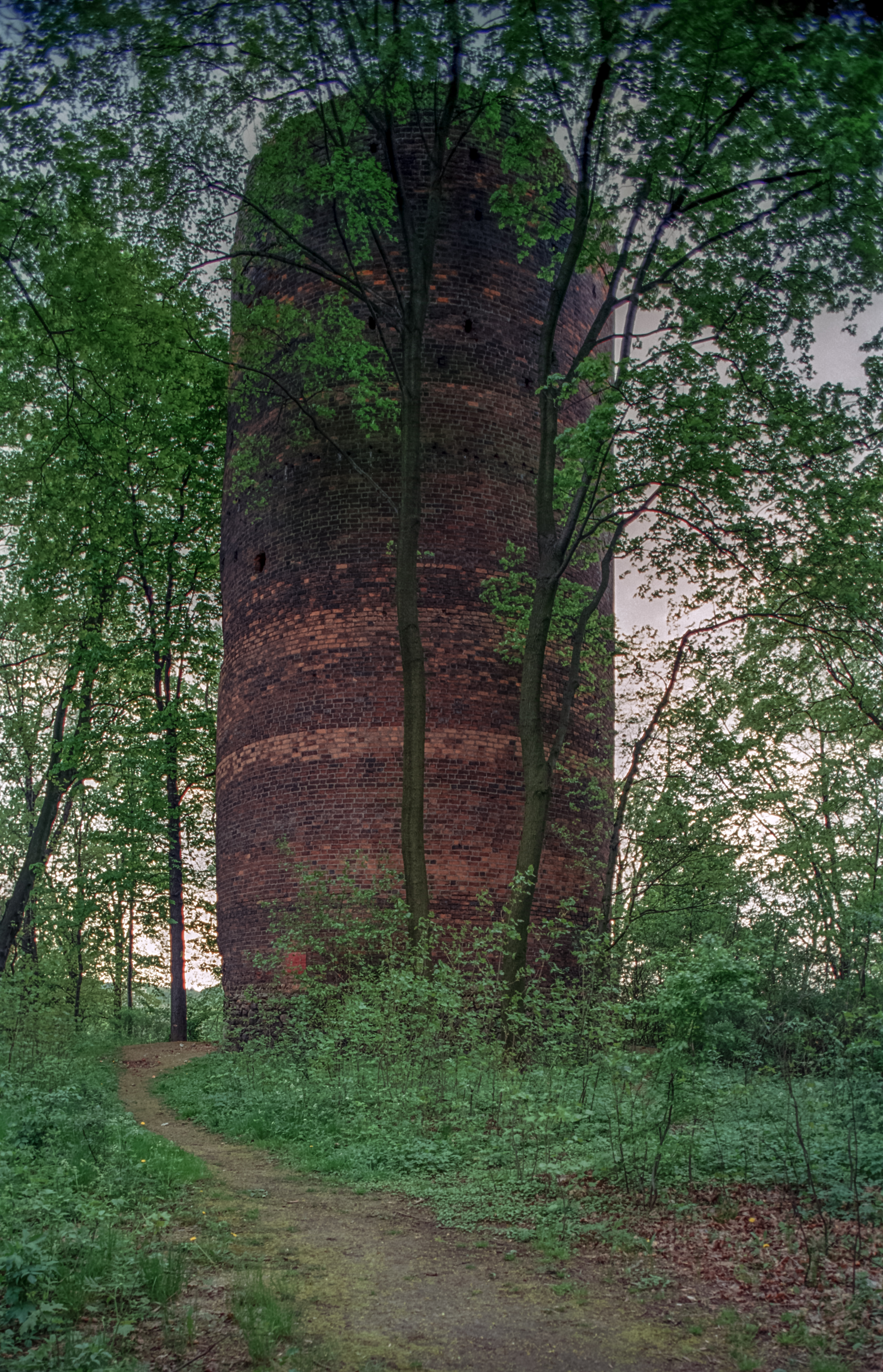
Hungerturm

Außer dem Hungerturm und der Burg aus dem 13. Jahrhundert sowie der Stadtmauer aus dem 14. Jahrhundert gibt es in Przewóz eine Kirche (18. Jahrhundert).
In der Natur sind mit dem Naturschutzgebiet „Żurawie Bagno“, dem Waldreservat „Nad Młyńską Strugą“ und dem Floranaturschutzgebiet „Wrzosiec“ weitere Sehenswürdigkeiten gegeben.
Der Park ist Mitglied des Gartenkulturpfades beiderseits der Neiße. Dies verbessert die Möglichkeiten der Pflege (Parkseminare) und die Aussichten auf Förderung sowie die touristische Erschließung.

## Verkehr
In Przewóz beginnt die nach Zielona Góra führende Droga krajowa 27, die in Żary die Droga krajowa 12 kreuzt. Weiterhin führt mit der Woiwodschaftsstraße 350 eine Parallelstraße der A 18 durch die Gemeinde. Auf deutscher Seite verbindet die Staatsstraße 127 den Grenzübergang Przewóz–Podrosche mit Bad Muskau, Rothenburg/O.L. und Görlitz und stellt somit eine Anbindung an die B 115, die B 156 und die A 4 her.
Über die Strecke Przewóz–Jankowa Żagańska war die Gemeinde an das polnische Eisenbahnnetz angeschlossen. Von 1908 bis 1945 verkehrte zudem die Bahnstrecke Horka–Priebus, die in Horka eine Verbindung zu den Strecken Berlin–Görlitz und Kohlfurt–Roßlau herstellte.

## Persönlichkeiten
- Johann Gottlob Worbs (1760–1833), Superintendent und bedeutender schlesischer Historiker, lebte und wirkte in Priebus
- Hermann Goebel (1873–1927), Jurist und Politiker
- Richard Busch (1902–1967), Dialogbuchautor, Dialogregisseur, Drehbuchautor, Liedtexter und Regisseur